# Перестріч гребінчастий
{{#ifeq:0|0|{{#if:|{{#if:Melampyrumcristatum|[[]}}|}}}}
Перестріч гребенястий, перестріч гребінчастий (Melampyrum cristatum) — однорічна рослина трав'яниста рослина роду перестріч (Melampyrum).

## Ботанічний опис
Рослина 8–15(50) см заввишки, запушена рідкими, короткими, білими щетинистими волосками, здебільшого притиснутими вниз.
Стебло тупо-чотиригранне, пряме, просте або у верхній частині гіллясте; гілки 9–18 см завдовжки, переважно відхилені та квітконосні.
Листки ланцетні або лінійні, нижні 3–4 см завдовжки, 0,3–1,2 см завширшки, цілокраї, в основі звужені у черешок 1 мм завдовжки; верхні 4,5–8 см завдовжки, (0,3)0,8–1,2 см шириною, сидячі, в основі здебільшого списоподібні або неправильно нерівномірно зубчасті, всі з обох сторін та по краю коротко притиснуто біло-волосисті.
Квітки на квітконіжках 0,7–1 мм завдовжки, обернені у різні боки, у колосоподібних, чотиригранних, густих, 1–5 см завдовжки і 1,3–2 см шириною суцвіттях. Приквітки жовто-зелені, світло-пурпурові або малиново-червоні, округло-серцеподібні або округло-ниркоподібні, 0,6–1,2 см завдовжки, 0,8–1,5 см шириною, уздовж складені, з піднятими, нерівномірно гребінчастими, гостро-зубчатими та війчастими краями. Чашечка 4,5–8 мм завдовжки, на ¼ коротше приквітка, з голою трубкою 2,5–4 мм завдовжки, по ребрах довго війчаста та з ланцетними, гострими нерівними зубцями, два верхніх 2,5–4 мм довжиною, 1,5 мм шириною, вдвічі довшими від нижніх. Віночок жовтувато-білий, 1,3–1,5 см завдовжки, з нижньою слабо відхиленою, яскраво-жовтою губою або пурпуровою з жовтою всередині нижньою губою, або малиново-червоною з яскраво-жовтою з трьома пурпурово-фіолетовими жилками нижньою губою. Тичинки з пиляками 2,5 мм завдовжки. Зав'язь яйцеподібна, гола, 2 мм завдовжки, 1,5 мм шириною.
Плід — коробочка, 0,8–1 см завдовжки, 0,5–0,7 см шириною, вдвічі довші від чашечки, дугоподібно вигнута, загострена, гола, розкривається з одного переднього боку, стулки гострі, по краю з трикутними маленькими волосками. Насіння довгасте, 4 мм завдовжки, 1,5 мм шириною, темно-коричневе. Цвіте з червня по вересень.

## Поширення
Вид поширений в Євразії. В Україні частіше зустрічається на Правобережжі: на Закарпатті, Прикарпатті, Поліссі; рідше на Лівобережжі, росте на галявинах, луках, відкритих схилах.